# Cephalanthera
Cephalanthera Richard, 1817 è un genere di piante angiosperme monocotiledoni appartenenti alla famiglia delle Orchidacee, dall'aspetto di piccole erbacee perenni provviste di vistosi fiori.

## Etimologia
Il nome del genere Cephalanthera deriva dal greco κεφαλὴ = “testa” e dal latino anthera = “antera”, ed è un riferimento alla forma globulosa dell'antera del fiore, simile ad una testa.

Il termine volgare di “Elleborine” deriva da una certa rassomiglianza con alcuni fiori degli Ellebori.

## Descrizione
Sono piante alte fino a 40 – 50 cm. La forma biologica di queste piante è geofita rizomatosa (G rizh), ossia sono piante con un particolare fusto sotterraneo, detto rizoma, che ogni anno si rigenera con nuove radici e fusti avventizi. Queste piante, contrariamente ad altri generi delle orchidee, non sono epifite, ma piante terrestri che sviluppano il loro apparato radicale in piena terra.

### Radici
Radici secondarie da rizoma, fascicolate ma rade.

### Fusto
Il fusto nella parte ipogea è rizomatoso, mentre nella parte aerea è semplice e poco foglioso.

### Foglie
Le foglie in genere sono disposte lungo il fusto in modo alterno (distico) e sono sessili; la lamina fogliare è intera di forma lanceolata o oblunga generalmente con apice acuto;  la pagina della foglia è percorso da diverse nervature parallele.

### Infiorescenza
L'infiorescenza si trova all'apice del fusto ed è del tipo a spiga lassa.

### Fiori
I fiori sono ermafroditi ed irregolari (zigomorfi), pentaciclici (perigonio a 5 verticilli : 2 verticilli di tepali, 2 verticilli di stami, 1 verticillo dello stilo) e resupinati (ruotati sottosopra).
- Formula fiorale: per queste piante viene indicata la seguente formula fiorale:

P 3+3, [A 1, G (3)]
- Perigonio: il perigonio è composto da 2 verticilli con 3 tepali ciascuno; il primo verticillo (esterno) ha 3 tepali e formano una specie di elmetto; nel secondo verticillo (interno) il tepalo centrale (chiamato “labello”) e più corto e spesso è concavo e privo di sperone, inoltre nella parte mediana è strozzato e termina in una specie di lingua.
- Ginostemio: gli stami filamentosi con le rispettive antere (due masse polliniche bilobe) sono concresciuti con lo stilo e formano una specie di organo colonnare chiamato ginostemio[5]. Lo stigma consiste in una superficie concava e vischiosa localizzata sotto le antere stesse. Degli stami (originariamente due verticilli con 6 stami totali, in seguito ridotti) solo 1 del verticillo esterno è fertile gli altri sono atrofizzati.
- Ovario: l'ovario è infero, formato da tre carpelli saldati in modo uniloculare; l'ovario inoltre è privo di peduncolo (sessile) ed è resupinato (o contorto).

### Frutti
Il frutto consiste in una capsula deiscente  (si apre per più fenditure) a tre valve contenente numerosissimi minuti semi che il vento può trasportare facilmente (similmente alle spore). Questi semi sono privi di endosperma e gli embrioni contenuti in essi sono poco differenziati in quanto formati da poche cellule. Queste piante vivono in stretta simbiosi con micorrize endotrofiche, questo significa che i semi possono svilupparsi solamente dopo essere infettati dalle spore di funghi micorrizici (infestazione di ife fungine). Questo meccanismo è necessario in quanto i semi da soli hanno poche sostanze di riserva per una germinazione in proprio..

## Biologia
I fiori di queste piante sono privi di nettare, ma l'impollinazione avviene ugualmente in quanto i vari imenotteri sono attratti dalla cresta gialla del labello che viene scambiata per stami ricchi di polline. Oltreché per via sessuata la riproduzione può avvenire anche per via vegetativa in quanto i rizomi possono emettere gemme (dall'ascella di una scaglia radicale) capaci di generare nuovi individui. In alcune specie (p.es. C. damasonium) è documentata l'autogamia.

## Distribuzione e habitat
Le specie del genere Cephalanthera sono diffuse in Nord Africa, Europa e Asia. Un'unica specie è presente in Nordamerica:  C. austiniae. L'habitat più frequente per queste specie è rappresentato dalle zone del castagno e del faggio.
In Italia sono presenti tre specie: Cephalanthera damasonium, nota come "cefalantera bianca", Cephalanthera longifolia nota come "cefalantera maggiore" e Cephalanthera rubra nota come "cefalantera rossa". Tutte e tre le specie spontanee della flora italiana vivono sull'arco alpino. La tabella seguente mette in evidenza alcuni dati relativi all'habitat, al substrato e alla diffusione di questi fiori relativamente allo specifico areale alpino.
| Specie | Comunità vegetali | Piani vegetazionali | Substrato  | pH     | Livello trofico | H2O   | Ambiente | Zona alpina                       |
| --- | ----------------- | ------------------- | ---------- | ------ | --------------- | ----- | -------- | --------------------------------- |
| C. damasonium | 14                | collinare montano   | Ca         | basico | basso           | secco | I1 I2    | tutto l'arco alpino (escl. VC NO) |
| C. longifolia | 14                | collinare montano   | Ca - Ca/Si | basico | basso           | secco | I1 I2 I3 | tutto l'arco alpino               |
| C. rubra | 14                | collinare montano   | Ca         | basico | basso           | secco | I1 I2 I3 | tutto l'arco alpino               |
| Legenda e note |                   |                     |            |        |                 |       |          |                                   |
| Comunità vegetali: 14 = comunità forestali Ambienti: I1 = boschi di conifere I2 = boschi di latifoglie I3 = querceti submediterranei Per il “substrato” con “Ca/Si” si intendono rocce di carattere intermedio (calcari silicei e simili); vengono prese in considerazione solo le zone alpine del territorio italiano (sono indicate le sigle delle province). |                   |                     |            |        |                 |       |          |                                   |

## Tassonomia
La collocazione sistematica di queste piante, nel corso del tempo, non è stata sempre la stessa. Linneo le attribuì al genere Serapias; nel 1818 il botanico francese Richard (1754-1821) le assegnò al genere Cephalanthera (la creazione del nome di questo genere è sua), mentre alcuni Autori inglesi le preferiscono collegate al genere Epipactis (anche queste chiamate “Elleborine”  come le Cephalanthera - nome comune a più tipi di piante),  un genere estremamente affine per struttura morfologica al genere Cephalanthera (a parte l'ovario che nelle Epipactis non è contorto ed è pedicellato).
Il genere Cephalanthera comprende una ventina di specie diffuse in Nord Africa, Europa, Asia e Nord America.
- Cephalanthera austiniae (A.Gray) A.Heller
- Cephalanthera calcarata S.C.Chen & K.Y.Lang.
- Cephalanthera caucasica Kraenzl.
- Cephalanthera cucullata Boiss. & Heldr. & Heldr.
- Cephalanthera damasonium (Mill.) Druce
- Cephalanthera epipactoides Fisch. & C.A.Mey.
- Cephalanthera erecta (Thunb.) Blume
- Cephalanthera ericiflora Szlach. & Mytnik
- Cephalanthera exigua Seidenf.
- Cephalanthera falcata (Thunb.) Blume
- Cephalanthera gracilis S.C.Chen & G.H.Zhu
- Cephalanthera humilis X.H.Jin
- Cephalanthera kotschyana Renz & Taubenheim
- Cephalanthera kurdica Bornm. ex Kraenzl.
- Cephalanthera longibracteata Blume
- Cephalanthera longifolia (L.) Fritsch
- Cephalanthera nanchuanica (S.C.Chen) X.H.Jin & X.G.Xiang
- Cephalanthera pusilla (Hook.f.) Seidenf.
- Cephalanthera rubra (L.) Rich.
- Cephalanthera subaphylla Miyabe & Kudô

Cephalanthera austiniae
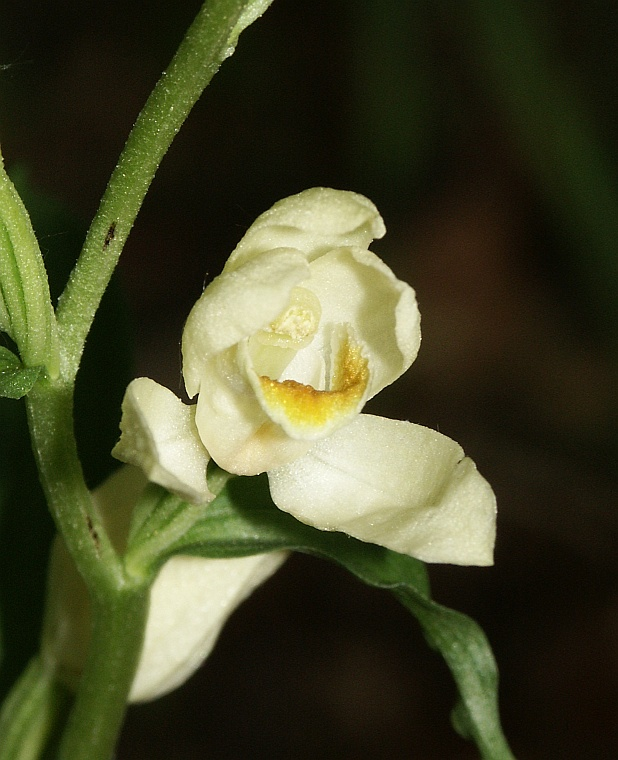
Cephalanthera damasonium
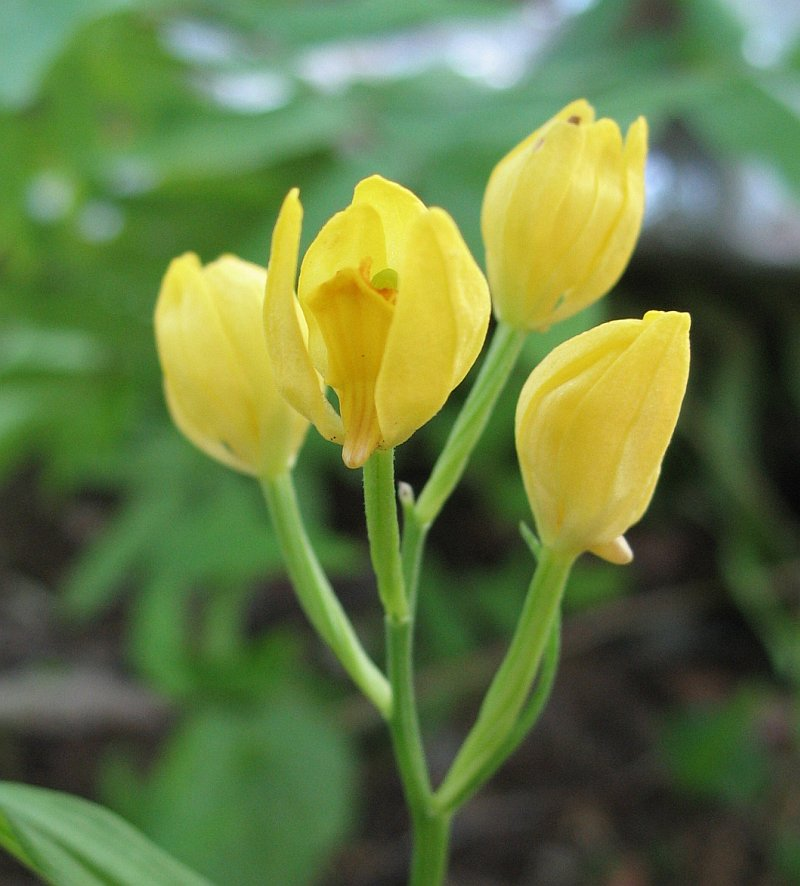
Cephalanthera falcata
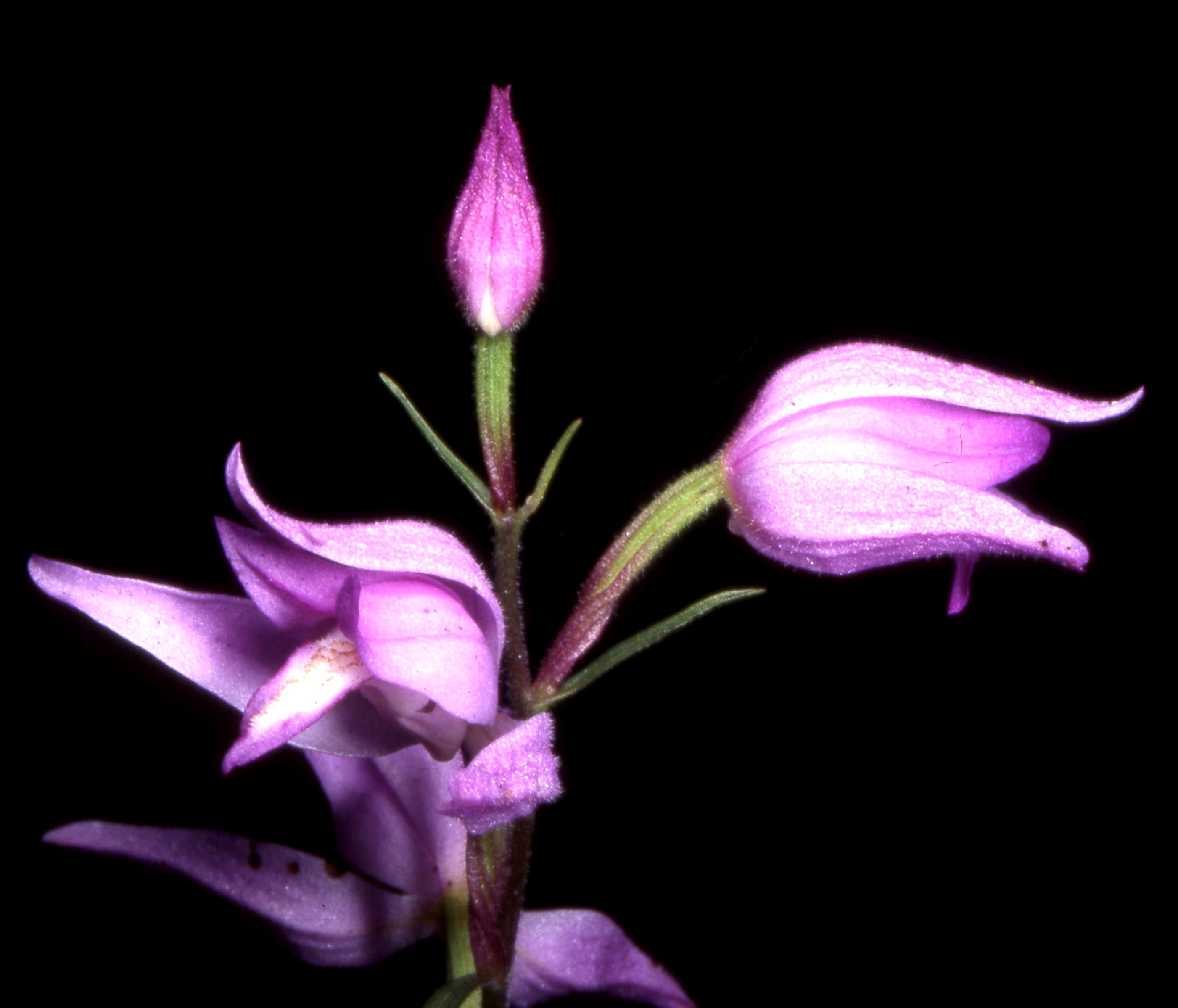
Cephalanthera rubra

### Ibridi
Sono noti i seguenti ibridi intraspecifici:
- Cephalanthera × mayeri (E.Mayer & Zimmerm.) A.Camus in E.G.Camus & A.A.Camus (1929) (ibrido di C. damasonium e C. rubra)
- Cephalanthera × otto-hechtii G. Keller in Keller, Schlechter & Soó (1936)  (ibrido di C. longifolia e C. rubra)
- Cephalanthera × renzii B.Baumann & al. (2003) (ibrido di C. caucasica e C. longifolia)
- Cephalanthera × schaberi H.Baumann (1980) (ibrido di C. epipactoides e C. longifolia)
- Cephalanthera × schulzei E.G. Camus, Bergon & A. Camus (1908)  (ibrido di C. damasonium e C. longifolia)
- Cephalanthera × taubenheimii H.Baumann (1983) (ibrido di C. damasonium e C. kotschyana)

Ibridi tra generi diversi:
- Cephalanthera longifolia × Dactylorhiza maculata

## Usi

### Giardinaggio
Queste piante trovano un buon impiego nei giardini rocciosi e alpini. Interessano anche (ma non molto) il commercio floreale; recentemente (sempre nel commercio) sono state introdotte due specie di origine giapponese: C. falcata a fiori gialli e C. erecta con vistosi fiori bianchi.

## Altre notizie
In alcune aree queste piante sono protette quindi ne è vietata la raccolta.